# Buxus hainanensis
Buxus hainanensis är en buxbomsväxtart som beskrevs av Elmer Drew Merrill. Buxus hainanensis ingår i släktet buxbomar, och familjen buxbomsväxter. Inga underarter finns listade i Catalogue of Life.